# Санн, Юн Ула
Юн Ула́ Санн (норв. Jon Ola Sand рожд. 21 декабря 1961) — норвежский журналист и продюсер, супервайзер «Евровидения» и «Детского Евровидения» в период с 2011 по 2020 год.

## Биография

### До «Евровидения»
Юн Ула Санн имеет 15 лет опыта работы в национальной телерадиокомпании Норвегии NRK и на телеканале TV2 Norway. Санн также является членом Международной академии телевизионных искусств и наук, где каждый год вручается престижная награда «EMI». Он был продюсером и директором различных телепрограмм, таких как «Концерт по случаю Нобелевской премии Мира», «Норвежская Кинопремия» и национальный отбор Норвегии на конкурс песни «Евровидение» — Melodi Grand Prix.

### Деятельность на конкурсе песни
С 1998 по 2005 год являлся главой делегации Норвегии на «Евровидении».
1 января 2011 официально вступил в должность супервайзера конкурса песни «Евровидение», сменив на этом посту Сванте Стокселиуса из Швеции (который в конце 2010 года официально ушёл на пенсию). Юн Ула Санн будет работать на посту супервайзера конкурса в течение 8 лет. После того, как в конце 2015 года был уволен исполнительный супервайзер конкурса песни «Детское Евровидение» Владислав Яковлев, Санн был назначен ответственным и за проведение детского конкурса.
30 сентября 2019 года стало известно, что Юн Ула Санн покидает должность исполнительного супервайзера на конкурсе. После Евровидения 2020 на его место вступит шведский телепродюсер Мартин Эстердаль.